# Microphotus angustus
Microphotus angustus är en skalbaggsart som beskrevs av Leconte 1874. Microphotus angustus ingår i släktet Microphotus och familjen lysmaskar. Inga underarter finns listade i Catalogue of Life.